# Aerofotogrametria
L'aerofotogrametría és la ciència que permet obtenir i/o realitzar mesures correctes basant-se en fotografies aèries, amb la finalitat de determinar les característiques mètriques y geomètriques dels objectes fotografiats des d'un objecte volador (ja sigui pilotat manualment o per ràdio-control), com per exemple, grandària, forma y posició.
Per entendre el procés que es realitza per dur a terme un projecte d'Aerofotogrametria, primer s'han de conèixer d'on prové aquesta ciència i com de mica en mica ha anat forjant les bases de la ciència.

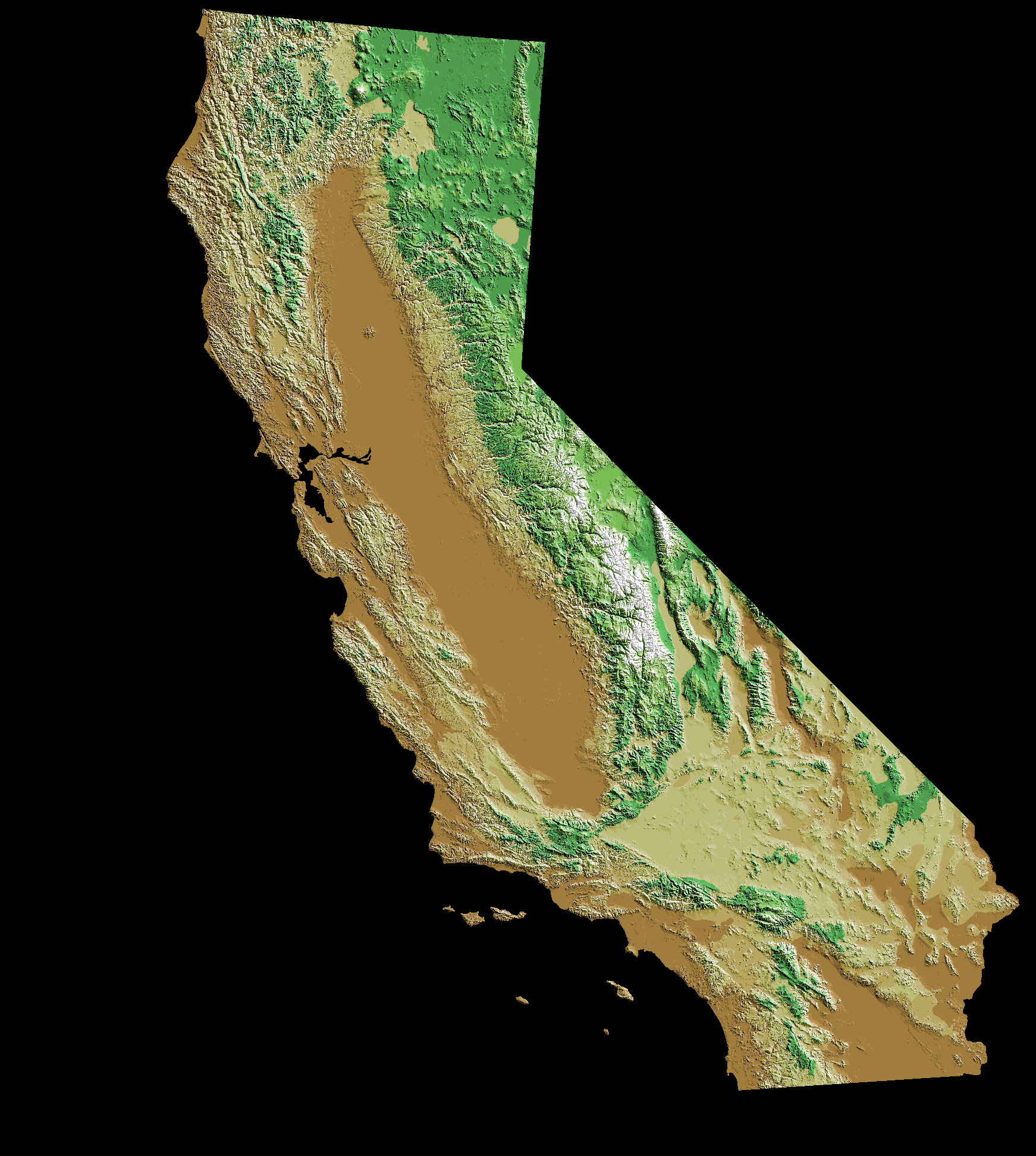
Exemple de mapa realitzat per aerofotogrametria

## Història
La fotogrametria permet realitzar mesures precises utilitzant fotografies. Malgrat que presenta una gamma d'aplicacions en diferents camps y branques de la ciència, com la topografia, l'astronomia, la medicina, la meteorologia y moltes d'altres, té la principal aplicació dins la categoria de la topografia.
Aquesta ciència no neix de la nit al dia, o bé gràcies al descobriment d'una novetat científica o un desenvolupament tecnològic, sinó que s'ha de donar gràcies a gran part de l'avançament de la fotogrametria a l'invent de la fotografia, es pot començar a parlar de donar ús tècnic de les imatges fotogràfiques.

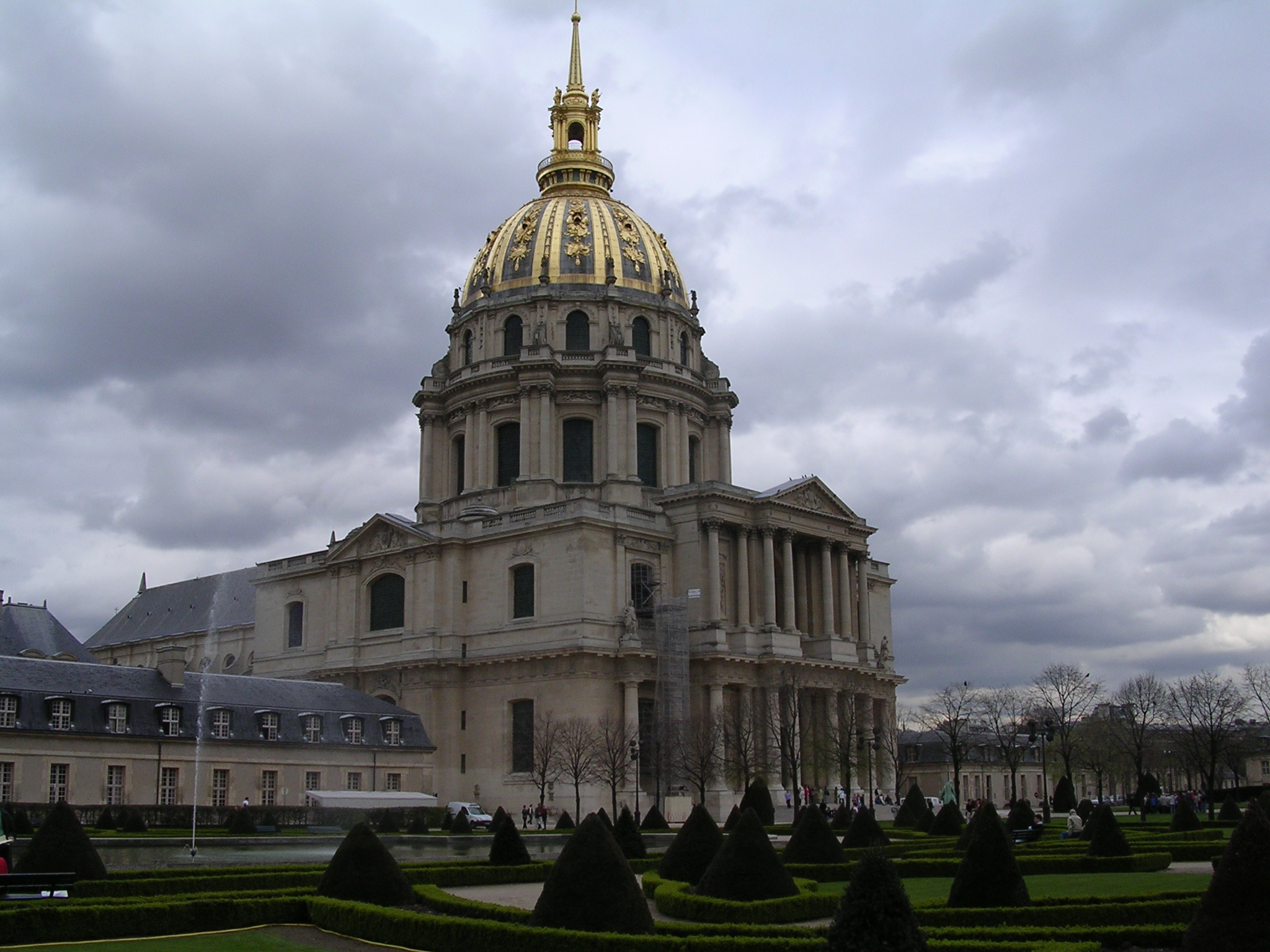
Hotel des Invalides (Paris)

Aimé Laussedat, coronel de l'exèrcit francès, realitza el primer aixecament fotogramètric a finals del XIX sobre la façana de l'Hotel des Invalides a Paris. Més endavant l'arquitecte alemany Albrecht Meydenbauer amb els seus treballs de documentació arquitectònica es suma a la llista de pioners que ajudaren l'avançament de la disciplina, donat el gran interès que donava la tècnica.
A partir d'aquest moment podem comneçar a parlar de quatre etapes pel desenvolupament de la fotogrametria:
- Fotogrametria de taulell (1850 – 1900)
- Fotogrametria analògica (1900 – 1960)
- Fotogrametria analítica (1960 – Final del s. XX)
- Fotogrametria digital (segle xxi - ¿?)

La possibilitat actual d'obtenir i carregar imatges a un ordinador (des d'una càmera digital de butxaca o des d'un satèl·lit) i la flexibilització de les plataformes informàtiques (tant en hardware com en software), fan que parlem avui dia de projectes aeorofotogramètrics inimaginables fa algunes dècades. En mig de tot es troba la ciència immersa dins una vertiginosa carrera cap al coneixement, tot això amb la gran ajuda d'Internet com a mesura de dinamització i flexibilització de les comunicacions.
A continuació s'exposen els punts bàsics per realitzar un projecte aerofotogramètric i quines aplicacions té actualment aquesta branca de la fotogrametria digital que tractem en aquest article.

## Metodologia per realitzar un projecte aerofotogramètric
És fonamental abans de començar a prendre les imatges que ens centrem en el terreny o objecte que pretenem abastar i realitzar una llista de requeriments previs. Independentment de la complexitat o simplicitat que sigui l'orografia del terreny, convé no perdre de vista que tots els treballs seguiran un esquema similar, que poden correspondre's amb el següent guió que exposem a continuació.

### Planificació del vol aerofotogramètric
En funció de la finalitat del treball determinarem l'escala del vol i la focal, la superposició longitudinal i transversal. Es planifiquen els eixos de vol de tal manera que recobrirem tota la zona d'interès. Determinarem les coordenades geogràfiques dels punts d'entrada i sortida de cada recorregut, els quals guiaràn al navegador de l'avió.

### Control de vol aerofotogramètric
En aquesta etapa controlem que tots els requisits que fan que el vol (superposició lateral i longitudinal, nitidesa, girs, etc.) es trobi dins de les toleràncies establertes. Es realitza el control geomètric perspectiu d'aquest.

### Planificació i execució del suport de camp
A l'etapa de planificació es determina la quantitat i ubicació dels punts de camp. És molt important, ja que té una gran significació en la qualitat final del treball. Es mesuren els Punts de Suport Aerofotogramètrics (P.S.F.) determinant-los mitjançant equips GPS (Sistema de Posicionament Global). Hem de tenir en compte la quantitat de satèl·lits detectats pel receptor ha de ser major que 4, amb un PDOP<5 (Position Dilution Of Precision), tenir un horitzó clar per sobre dels 15 graus i fonamentalment deuen ser identificables dins el fotograma.
Posteriorment es referencien els punts a la Red Posgar, d'aquesta manera obtindrem les coordenades geogràfiques, a partir d'elles podrem obtenir unes coordenades planes conegudes en el món de la fotogrametria amb el nom de coordenades Gauss-Kruger. Per cada punt es confecciona una monografia, se senyala i marca amb un pentinat a la còpia fotogràfica corresponent i es prenen fotografies digitals que faciliten trobar el punt en el terreny i permeten una perfecta identificació del punt de camp a l'operador de restitució a l'etapa d'aerotriangulació.

### Planificació de la aerotriangulació
Aquesta etapa s'encarrega de densificar la cobertura fotogràfica amb una sèrie de punts fotogramètrics que serviran en etapes posteriors a la perfecta orientació del par estereoscòpic. Aquests punts uneixen els diferents models i recorreguts entre si formen un bloc homogeni de tot el treball. Es marquen 3 punts de pas a cada fotograma i un punt d'enllaç entre recorreguts. Per cada model estereoscòpic tindrem 6 punts de pas (3 a l'esquerra, 3 a la dreta.) i 2 punts d'enllaç (1 superior, 1 inferior), més els punts de suport de camp anteriorment explicats.

### Aerotriangulació
En aquesta etapa es col·loquen al estereorestituidor cada un dels parells, procedint a orientar el model i llegint en un sistema de coordenades locals cadascun dels punts de camp i fotogramètrics que intervenen en el model, obtenint així coordenades X, Y, Z locals.

### Càlcul de l'aerotriangulació
Mitjançant les etapes anteriors s'han obtingut coordenades en dos sistemes, de camp i locals. Per dur totes les coordenades al sistema de camp, es processen tots els valors amb un pgorama d'ajustament espacial (COBLO RER) el qual, compensa en bloc i detecta automàticament errors excessius. El programa determina l'error mig quadràtic del bloc, les coordenades dels punts en el sistema de camp i els desviaments de les coordenades X, Y i Z.

### Orientació dels models estereoscòpics
Un cop obtingudes les coordenades de tots els punts fotogramètrics (mitjançan l'aerotriangulació) més les coordenades dels punts de camp, es prepara un mapa digital que serà la base de la restitució. Per dur a terme aquest procés es col·loca a l'aparell restituïdor les mateixes diapositives utilitzades en l'aerotriangulació i s'ajusta el model espacial als valors obtinguts en el pas anterior, quedant el model estereoscòpic perfectament orientat amb la realitat.

### Restitució planialtimètrica
Tota interpretació i bolcat de detalls a la cartografia està directament relacionat amb l'escala del vol fotogràfic.
La forma del terreny es representa amb corbes de nivell segons l'equidistància fixada en el plegament.
L'altimetria es complementa mitjançant l'acotament de punts amb una densitat referent a l'escala de restitució, i de comú acord amb el comitè.
La quantitat de punts acotats és tal, que poden caracteritzar la forma del terreny, indicant-hi sempre els punts més elevats i els més baixos, així com tot punt en què es produeixi un canvi brusc de pendent.

### Edició
Un cop realitzat l'aixecament general del model, és controlat, revisat i corregit, mitjançant un software apropiat, per exemple Photomodeler.